# コミュナーズ
コミュナーズ（The Communards）は、1985年にロンドンで結成されたイギリスのシンセポップ・デュオ。メンバーは、スコットランドの歌手ジミー・ソマーヴィルと、イングランドのミュージシャンであるリチャード・コールズ。彼らは、ハロルド・メルヴィン&ザ・ブルー・ノーツがテディ・ペンダーグラスをフィーチャーした「Don't Leave Me This Way」と、ジャクソン5の「Never Can Say Goodbye」のカバーで最もよく知られている。
「コミュナーズ」という名前は、1871年のパリ・コミューンの革命家たちを指している。

## 略歴

### 結成（1985年）
コミュナーズは、歌手のジミー・ソマーヴィルがそれまで在籍していたブロンスキ・ビートを離れ、クラシック音楽の訓練を受けたミュージシャンのリチャード・コールズと組んだ後、1985年に結成された。ソマーヴィルは、ファルセット/カウンターテナーの歌唱スタイルをよく使用していた。コールズは主にピアニストを務めていたが、いくつかの楽器を演奏し、ブロンスキ・ビートのヒット曲「It Ain't Necessarily So」でクラリネットのソロを演奏したこともあった。彼らには、ブロンスキ・ビートでも演奏していたベーシスト、デイヴ・レンウィックが加わった。

### ブレイクスルーとアルバム『コミュナーズ』（1985年-1987年）
バンドは1985年にピアノをベースにしたシングル「You Are My World」で、初の全英トップ30ヒットを記録した。翌年、彼らはハロルド・メルヴィン&ザ・ブルー・ノーツによるソウルの名曲「Don't Leave Me This Way」のエネルギッシュなHi-NRGによるカバー・バージョン（テルマ・ヒューストンのカバーにインスパイアされたバージョン）で最大のヒットを記録し、4週間にわたって1位に輝き、1986年のイギリスで最も売れたシングルとなった。この曲はアメリカのトップ40にも入っている。この曲ではサラ・ジェーン・モリスが共同ボーカルを務め、モリスの深く丸みのあるコントラルトとソマーヴィルの高音のファルセットのコントラストを生かした。
ある『トップ・オブ・ザ・ポップス』のエピソードでは、この曲がパントマイムで歌われ、モリスとソマーヴィルが役割を交代し、ソマーヴィルが低音を、モリスが高音を歌っているように見えた（実際は逆）。モリスはコミュナーズの他のレコーディングの多くでもバック・ボーカルと共同リード・ボーカルを務め、グループ写真では非公式の3人目のメンバーとして登場した。その年の後半、コミュナーズはシングル「So Cold the Night」で再びイギリスのトップ10ヒットを記録し、8位に達した。

### アルバム『レッド』と分裂（1987年-1988年）
1987年、彼らは『レッド』というタイトルのアルバムをリリースした。これはスティーヴン・ヘイグが一部プロデュースを担当した。『レッド』にはジャクソン5のヒット曲「Never Can Say Goodbye」のカバー・バージョン（グロリア・ゲイナーのカバーにインスパイアされたバージョン）が収録されており、コミュナーズはこれをイギリスのチャートで4位まで押し上げた。最後にリリースされたシングルは、1988年の「There's More to Love (Than Boy Meets Girl)」で、20位に達し、彼らにとって最後のトップ20ヒットとなった。『レッド』は「Victims」と「For a Friend」（シングルとしてもリリース）でも注目に値する。この2曲はHIV/AIDSに感染して生きている人々や、亡くなった人々に関するもので、活動家マーク・アシュトンを偲んで書かれたものである。
コミュナーズは1988年に解散。その後、ソマーヴィルはソロ・ミュージシャンとしてのキャリアを追求し、コールズは2005年に英国国教会の司祭に任命され、2022年に引退するまでノーサンプトンシャーの教区司祭を務めた。

## ディスコグラフィ

### スタジオ・アルバム
- 『コミュナーズ』 - Communards (1986年、London)
- 『レッド』 - Red (1987年、London)